# Жумабек (Карагандинская область)
Жумабек (каз. Жұмабек) — село в Абайском районе Карагандинской области Казахстана. Входит в состав Курминского сельского округа. Находится примерно в 25 км к востоку-юго-востоку (ESE) от города Абай, административного центра района, на высоте 548 метров над уровнем моря. Код КАТО — 353263200.

## Население
В 1999 году численность населения села составляла 456 человек (224 мужчины и 232 женщины). По данным переписи 2009 года, в селе проживало 196 человек (98 мужчины и 98 женщин).